# Ecuador zászlaja
A lobogó színei a napsütést, a gabonát, a gazdagságot jelképezik (sárga), az eget, a tengert és a folyókat (kék), továbbá a szabadságért és igazságért küzdő hazafiak vérét (vörös). A Chimborazo hegy és a folyó az ország belső vidékeinek és a partvidéknek a kapcsolatát szimbolizálja; a gőzhajó az első dél-amerikai gőzhajót idézi, amelyet 1841-ben építettek Guayaquilben.
A nap a szabadság szimbóluma, a zodiákus jelek pedig az 1845-ös forradalom négy emlékezetes hónapjára utalnak (márciustól júniusig).
A kondorkeselyű az erő és a bátorság szimbóluma, a fasces (vesszőnyaláb) pedig a köztársaság szuverenitását jelzi. A lándzsákra kötött zászlók arra emlékeztetnek, hogy a hazát olykor fegyverrel is meg kell védeni.